# Großer Arber
Großer Arber (Marele Arber) este un munte cu altitudinea de 1.456 m deasupra n.m. El este cel mai înalt munte din regiunea Bayerischer Wald care face parte din Munții Pădurea Boemiei, (Mittelgebirge) fiind situat la granița dintre Bavaria și Republica Cehă. Muntele este alcătuit din punct de vedere geologic din gnaisuri fiind supranumit „König des Bayerischen Waldes“ (Regele Pădurii Bavareze).

## Istoric
Intr-un document istoric din 1279 este numit Adwich, în anul 1500 cronicarul german Johannes Aventinus îl numește „Hädweg” iar în 1540 este numit „Ätwa”. Matematicianul și cartograful german Philipp Apian îl va numi în 1720 „Aetwham” sau  apare pe hartă sub numele de „Aidweich”. Prima oară este numit pe un document „Arber” în 1740.

## Date geografice
Muntele Arber are patru piscuri:
- piscul principal pe care se află o cruce
- Bodenmaiser Riegel a cărui formă este asemănat cu profilul capului lui Richard Wagner
- Kleiner Seeriegel
- Großer Seeriegel

Muntele în regiunea piscurilor este lipsită de arbori, având pășuni subapine cu o vegetație săracă, porțiuni stâncoase și tufișuri unde predomină Pinus mugo.
Păsările sunt reprezentate de speciile: „Anthus pratensis”, Prunella collaris, „Anthus spinoletta”, „Turdus torquatus” și „Oenanthe oenanthe”. Sub regiunea piscurilor se află lacurile Kleiner Arbersee și Großer Arbersee. Cea mai parte a regiunii montane se află în proprietatea familiei princiare Hohenzollern-Sigmaringen.

## Clima
Pe piscuri în medie pe an temperatura sub 0 °C durează 160 de zile, și 150 de zile cu zăpadă. Din cauza înghețului timpuriu perioada de vegetație al plantelor este scurtă aceasta fiind sub 100 de zile. Temperaturile medii din luna iulie sunt de 11 °C. Pe munte se poate ajunge cu telefericul Arber-Bergbahn care este în funcțiune tot timpul anului. Aici au loc întreceri sportive de iarnă ca Alpiner Skieuropacup (Cupa europeană de schi alpin) sau Alpiner Skiweltcup (Cupa mondială de schi alpin).